# قراءة الشعر

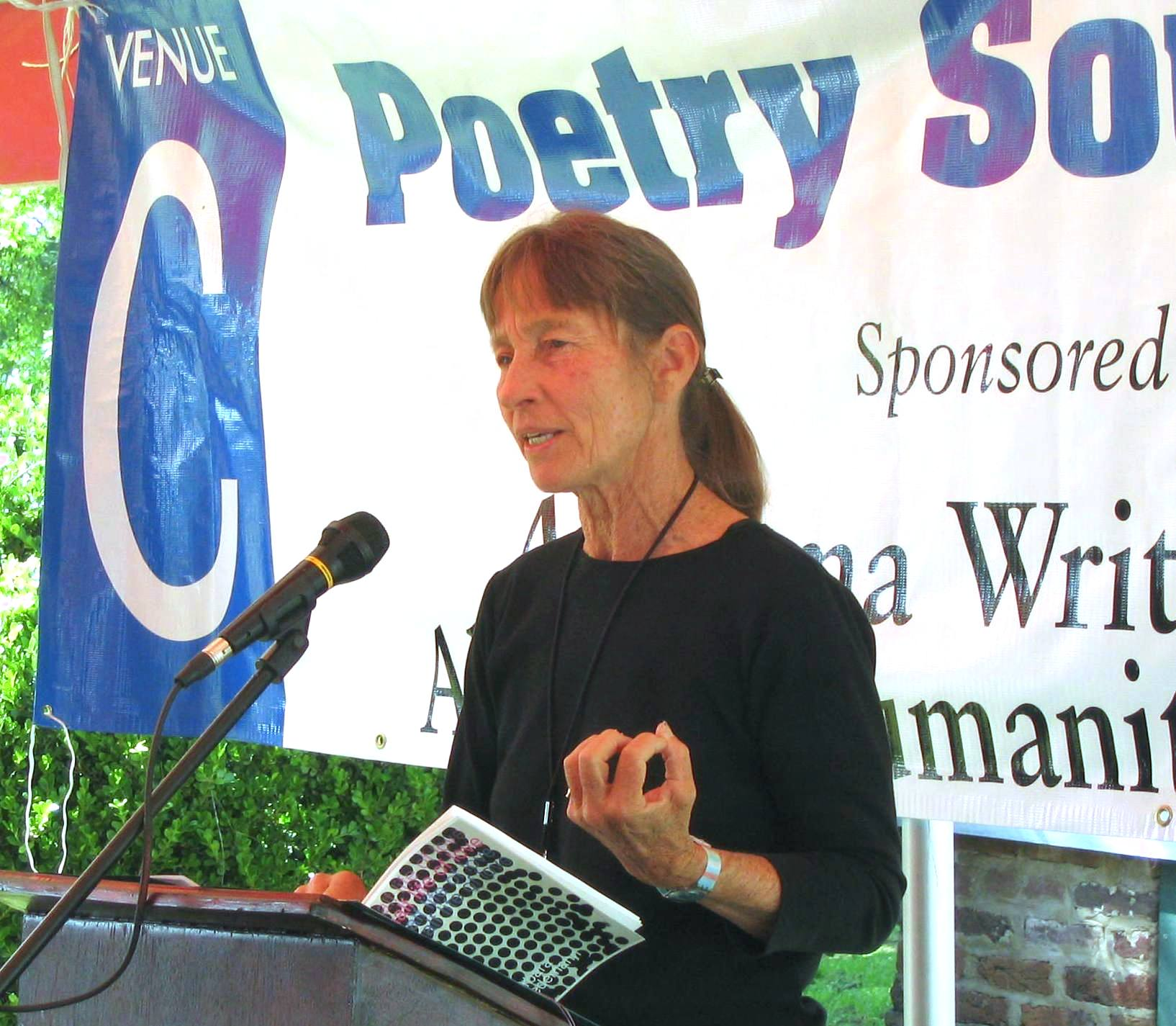

القراءة الشعرية هي تلاوة شفوية عامة أو أداة للشعر.

## الخلفية
يعتبر الصوت والحركات الجسدية من أهم الأشياء التي تعمل على جعل القصيدة أكثر تأثيراً وفاعلية في الشعر الشفوي.حيث أن الشعر الشفوي يحتاج لطرفين مهمين المتحدث والمستمع، الممثل والجمهور.حيث يعتبر الشعر الشفوي إبداع جسدي ينمو ويزدهر من خلال الإتصال المباشر بين المتحدث والمستمع.وبالإضافة لذلك، يعتبر الصوت الشعري في القصيدة أداة تجعل صوت الشاعر يبقى حياً في قصيدته.حيث يعتبر تلاوة الشاعر لقصيدته بنبرة عالية هي طريقة لإفهام الجمهور من جهة ومن جهة أخرى يصبح صوت الشاعر هو السائد في القصيدة.حيث يمكننا اعتبار الشعر كالفنون الصوتية، حيث يقوم المتحدث باستخدام خبرته في الفن ويقوم بتغير العديد من الأشياء وفقاً لإستجابة الجمهوروالترتيل ومسألة الصوت والتحكم من خلال النغمة والنبرة، وحيث أن القصائد مليئة بالتناقضات المخفية.بالإضافة إلى ذلك، يعد قراءة الشعر بنبرة عالية طريقة لجعل الوقف واضحاً فالوقف عنصر مهم في الشعر. 
في حين أن المعرفة المسموعة تقوم باكتسابها من القصيدة إذا كانت القصيدة تحتوي على الأساليب الكلامية التي تعلمناها منذ كنا صغار بحيث أن كل متحدث وبشكل حدسي يعمل عن طريق استهلاك الأصوات تقريباً يشبه ذلك إذا كنا نغني طوال اليوم لبعضنا البعض. حتى بعد مرور ثلاثة آلاف عام  من اختراع الكتابة، يحتفظ الشعر بقدرته على السيطرة على الأذن حتى أن القراءة الصامته باستخدام العينين تُمكننا من سماع ما نرى. فالصوت الذي يُتَخيل عبر الغيب تدريجياً يعطي الجسد القدرة على أداء القصيدة.
فالقراءة العامة يتم أدائها أو قراءتها على مسرح صغير في مقهى أو معرض كتاب بالإضافة إلى ذلك، فإن الشعراء البارزين يقومون بقراءة قصائد  في الأماكن الواسعة كالمدرجات ومدرجات المحاضرات لتصبح القصيدة مشهورة.
فقراءة الشعر دائماً تحتوي على الشعراء قارئين أو تالين لأعمالهم الأدبية لكن القراءة بشكل عام تحتوي على عدة قراء (يدعون القراء المتميزين)وأيضاً، فأنه وبشكل طبيعي فإن الشاعر يقوم باختيار كلمات قصيدته كعناوين رئيسية.

## التاريخ
لقد وصف الشاعر الأمريكي دونالد هول زيادة التركيز في القراءة العامة للشعر في الولايات المتحدة لعام 2012 في مجلة نيويورك في مشاركة مدونة حيث أدى دونالد أن مدة الظاهرة قد تزايدت في النصف الأخير من القرن العشرين حيث أن هول يخمن بسبب هذا التغير الذي حدث كان بسبب قوة النجم دايلن توماس، حيث كتب "اعتبر أنه أفضل الشعراء في مختلف الأجيال في قراءة الشعر على العامة". في العشرينات، اعتبر فيكل لندسي أفضل شاعر فهو في بعض الأحيان كان يسقط على ركبتيه في منتصف القصيدة.بعد ذلك تولى روبرت فروست مهمة قراءة الشعر على العامة، حيث أنه لاقى قبولاً في المجتمع العام. حيث أن هول يقترح أن قراءة الشعر انتقلت من التركيز على الشعر إلى التركيز على الصوت إضافة إلى "التركيز على الصوت وكأنه أهم شيء وحيث يوجد العديد من الأشياء التي يجب الحذر منها.حيث يروي هول تجربته في مراجعة إحدى القصائد، وجدت نفسي قد تعلمت كلمة جديدة لكني تأكدت أن هذه الكلمة يمكن أن يندثر إذا تليتها بصوت عالي.فالقصيدة يجب أن تعمل في المنصة وأيضاً في الأوراق.

## بطولات الأربع
إن بطولة الشعر هي شكل تنافسي التي أصبح شعبية بشكل متزايد، خاصة في الولايات المتحدة منذ نشأته في الثمانينيات.البطولة هي فن شعري المعروض علناً كما هي شكل الحدث «كالميكروفون المفتوح».